# Marians Pahars
Marians Pahars (fälschlich oft: Marian Pahars; * 5. August 1976 in Tschornobaj, Ukrainische SSR) ist ein ehemaliger lettischer Fußballspieler und jetziger -trainer. Im Zenit seiner Karriere spielte er von 1999 bis 2006 beim FC Southampton in England. In dieser Zeit wurde er dreimal hintereinander zu Lettlands Fußballer des Jahres gekürt. Über Zypern kam er wieder zurück nach Lettland und beendete dort 2009 seine Karriere als Aktiver. 2011 übernahm er nach dem Abgang von Aleksandrs Starkovs das Traineramt von Skonto Riga. Von Juli 2013 bis April 2017 war er lettischer Nationaltrainer.

## Vereinskarriere

### Karrierebeginn in Lettland
Seine Karriere begann Pahars, der verschiedenen Quellen zufolge in Tschornobaj, in der damaligen Ukrainische SSR, oder in Riga, in der damaligen Lettischen SSR, geboren wurde er noch in seiner späteren lettischen Heimat. Anfangs ein Anhänger von Spartak Moskau besuchte Pahars in der damaligen Lettischen SSR die Schule, die wiederum, als Marians Pahars acht Jahre alt war, vom damals bereits recht erfolgreichen Skonto-Riga-Jugendtrainer Jurijs Andrejevs besucht wurde, der zu diesem Zeitpunkt selbst noch sporadisch im Profifußball aktiv war. Durch Andrejevs entschied sich Pahars damals selbst in den Fußballbereich zu starten, wo er anfangs noch in lokalen Vereinen eingesetzt wurde. In den Herrenfußball stieg er schließlich 17- bzw. 18-jährig ein, als er sich dem Profiteam des FK Daugava Riga anschloss, das zu diesem Zeitpunkt bereits in der Virslīga, der höchsten Spielklasse im lettischen Fußball vertreten war. Dort kam der Offensivakteur noch in seiner ersten Saison in 17 Ligaspielen zum Einsatz, in denen er drei Tore erzielte. Nach einem Platz im Tabellenmittelfeld zog es ihn zu Skonto-Metāls, der eigentlich als Farm- bzw. Reserveteam geltenden Mannschaft von Skonto Riga. Bei der Mannschaft, die zum damaligen Zeitpunkt ebenfalls in der Virslīga angesiedelt war, brachte es Pahars, der zu diesem Zeitpunkt noch immer vorwiegend im Mittelfeld, aber vor allem auf den Flügeln eingesetzt wurde, auf 16 Ligaauftritte, in denen er vierfach traf. Über das Reserveteam schaffte er schließlich noch in der gleichen Saison den Aufstieg zur Herrenmannschaft von Skonto Riga, wo er sich erstmals als Stürmer etablieren konnte und mit acht Toren aus neun Spielen auch als Torschütze sehr erfolgreich war. Während das Reserveteam im Endklassement den siebenten Tabellenplatz belegte, reihte sich Skonto Riga zum wiederholten Male auf dem ersten Tabellenplatz ein und feierte somit den bereits vierten Meistertitel seit Einführung der Virslīga im Jahre 1992. Doch nicht nur den Meistertitel gewann Marians Pahars mit der Mannschaft in dieser Saison, auch im lettischen Fußballpokal war er mit dem Team erfolgreich. So konnte man den Pokal des Spieljahres 1995 nahezu problemlos gewinnen.

### Erfolgslauf mit Skonto Riga geht weiter
Auch nach seinem persönlich ersten Meistertitel setzte sich der Erfolgslauf des Hauptstadtklubs, der zu dieser Zeit als bester lettischer Fußballverein überhaupt galt, weiter fort. Während er im Spieljahr 1996 zur Stammkraft in der Angriffsreihe von Skonto Riga avancierte, dabei in allen 28 Ligaspielen eingesetzt wurde und dabei zwölf Mal ins gegnerische Tor traf, konnte er mit dem Klub aus Riga erneut den Meistertitel feiern. Im lettischen Cup 1996 schaffte es die Mannschaft zwar ins Finale, unterlag dort allerdings RAF Riga mit 1:2. Weiterer Erfolg in diesem Jahr war für Pahars und sein Team unter anderem auch der Sieg im Turkmenistan President’s Cup des Jahres 1996. Im darauffolgenden Spieljahr nahm die Offensivstärke des seit dem Vorjahr auch in der lettischen Nationalelf eingesetzten Spieler deutlich ab, vor allem, weil er zumeist auf seine ehemaligen Positionen im Mittelfeld zurückkehrte. Nach 22 Einsätzen und fünf Toren von Marians Pahars konnte sich das Team ein weiteres Mal klar in der Liga durchsetzen und holte sich dabei ohne Punkteverlust (24 Siege und 4 Unentschieden) erneut den Meistertitel. Im lettischen Fußballpokal 1997 setzt sich Skonto Riga mit Pahars, der beim 2:1-Finalsieg über FC Dinaburg auch als Torschütze erfolgreich war, erneut durch. Diese Siegesserie setzte sich auch im Spieljahr 1998 fort, wo man unter Langzeittrainer Aleksandrs Starkovs, der den Klub noch bis ins Jahr 2004 begleiten sollte, den bereits siebenten Meistertitel in Folge gewann. Wie schon im Vorjahr konnte man sich auch im Pokalfinale 1998 gegen Liepājas Metalurgs mit 1:0 durchsetzen und erneut den Pokalsieg feiern. Im Laufe des Ligageschehens wurde Marians Pahars in 26 Meisterschaftsspielen eingesetzt, in denen er 19 Treffer beisteuerte, und zum Abschluss der Saison zum besten Stürmer der Liga gewählt wurde, obgleich es auch noch andere Spieler gab, die in dieser Saison zu mehr Toren kamen. Nachdem der Offensivspieler bereits im Laufe der Jahre von verschiedenen Scouts unter Beobachtung gestanden hatten, folgten nach der Pahars Torflut im Jahr 1998 erste konkrete Angebote internationaler Klubs, die ihn auch zu Probetrainingseinheiten einluden. So absolvierte er unter anderem Probetrainings beim italienischen Zweitligaaufsteiger Salernitana Calcio, beim längst in der deutschen Erstklassigkeit etablierten Klub Werder Bremen sowie beim ehemals so erfolgreichen österreichischen Vertreter Casino Salzburg, wurde dann aber doch vom FC Southampton mit Spielbetrieb in der englischen Premier League unter Vertrag genommen.

### Erfolgreicher Wechsel auf die Insel
Nachdem er zuvor mit der Reservemannschaft in einem Spiel gegen Oxford United angetreten war und beim anschließenden 7:1-Erfolg einen Hattrick hatte erzielen können, empfahl sich der junge Lette für eine Verpflichtung beim Klub aus der Region South East England. Des Weiteren hatte auch der damals erst neu im Amt des lettischen Teamchefs agierende Gary Johnson Anteil am erfolgreichen Transfer des jungen Letten nach England, da dieser ein gutes Verhältnis zum damaligen Southampton-Trainer Dave Jones hatte. Für eine kolportierte Ablösesumme von rund £ 800.000 wurde Marians Pahars schließlich noch Mitte Februar 1999 von Skonto Riga zum FC Southampton transferiert. Aufgrund einiger Schwierigkeiten bei der Beschaffung einer Arbeitserlaubnis und den Bedenken der PFA stieß Pahars schließlich erst im März 1999 zum Team. Beim Klub aus der Hafenstadt Southampton war er mitverantwortlich, als das Team kurz vor Saisonende doch noch den Klassenerhalt schaffte, nachdem die Mannschaft bis April in der Relegationszone der Tabelle verweilte und um einen Abstieg bangte. Neben verschiedenen Offensivakteuren, wie den offensiven Mittelfeldakteur, Kapitän und Vereinslegende des FC Southampton, Matthew Le Tissier, kam Pahars bis zum Saisonende 1998/99 noch in sechs Ligapartien zum Einsatz und verzeichnete dabei drei Treffer. Sein Debüt gab der Lette genau in der Zeit, als Southampton den Umschwung in der Liga schaffte, am 5. April 1999 in einem Spiel gegen Coventry City, als er in der 70. Minute auf den Rasen kam. Mit dem Finalspiel gegen den FC Everton sicherte sich die Südengländer aus eigener Kraft den Klassenerhalt, nachdem Marians Pahars beim 2:0-Erfolg beide Treffer beigesteuert hatte. In diesem Jahr wurde Pahras aufgrund seiner Leistungen auch erstmals zu Lettlands Fußballer des Jahres gewählt. In den beiden nachfolgenden Jahre wurde der Stürmer weitere zwei Mal auf diese Weise geehrt, was ihn zusammen mit seinem Teampartner bei Skonto Riga oder im Nationalteam, Vitālijs Astafjevs, mit jeweils drei Wahlen zu Lettlands Fußballer des Jahres zum Rekordtitelträger dieser Auszeichnung macht.
Durch seine zwei Treffer im Saisonfinale wurde er zum Publikumsliebling und wurde zudem ab der kommende Saison als „lettischer Michael Owen“ bezeichnet, was zum Teil auch auf seine Zeit im Nationalteam, aber vor allem auf seine Torgefährlichkeit auf Vereinsebene zurückgeht. Während Dave Jones, der Trainer der Saints, so der Spitzname des Teams, im Januar sein Amt als Cheftrainer niederlegen musste, nachdem der Verdacht auf Kindesmisshandlung gegen ihn aufgetaucht und er durch Glenn Hoddle ersetzt worden war, musste auch Marians Pahars seine Spielerposition wechseln. Unter Jones noch in der Angriffsreihe aktiv, wich er unter Hoddle auf die Flügel, schloss aber die Saison dennoch als teaminterner Torschützenkönig ab. Auf 13 Tore brachte es der Mann mit der Rückennummer 17 dabei bei 33 Ligaeinsätzen und landete dabei in der ligaweiten Torschützenliste knapp nicht unter den zehn torgefährlichsten Spielern. Mit der Mannschaft kam er bis auf den 15. Tabellenplatz, während Le Tissier, einer seiner Offensivpartner, als erster Mittelfeldspieler in der Geschichte die 100er-Tormarke erreichte. Zum Saisonende verlängerten die Saints seinen Vertrag um weitere fünf Jahre. 1999/2000 bereits einer der Stammakteure wurde er auch in der Spielzeit 2000/01 als eine der Stammkräfte eingesetzt, wobei er es auf 31 Meisterschaftseinsätze brachte. Aufgrund seines Positionswechseln vom Stürmer zum Flügelspieler nahm auch seine Torquote etwas ab, obgleich er es immer noch auf neun Tore bis zum Saisonfinish brachte, wo er sich mit dem Team einen komfortablen Platz im Tabellenmittelfeld sicherte. Während Hoddle das Team noch im März 2001 den Verein verließ und durch Interimstrainer Stuart Gray ersetzt wurde, der sein Amt allerdings noch bis zum Saisonende und danach auch noch bis Oktober ausführte, zog zum Saisonende der FC Southampton nach 103 Jahren in The Dell ins neuerbaute und größere St. Mary’s Stadium.
Dort sollte Pahars schließlich wieder auf seine Stürmerposition zurückfinden, wobei er in dieser Zeit mit James Beattie ein torgefährliches Sturmduo bildete. In der Saison 2001/02 lief es für den Letten weitgehend erfolgreich, obgleich seine Mannschaft vor allem in der Anfangsphase der Saison schwächelte und zumeist nur auf Relegationsplätzen vorzufinden war, was auch einen neuerlichen Trainerwechsel nachsichzog. Gray wich und Strachan kam, was danach auch zu einem Aufschwung im Team führte, das bis zum Saisonende wieder im Tabellenmittelfeld vertreten war. Bis zu diesem Zeitpunkt brachte es der lettische Internationale auf 36 Meisterschaftsauftritte und 14 erzielte Tore. Mit seinen 14 Treffern schaffte es Pahars zusammen mit dem damaligen Chelsae-Offensivakteur Eiður Guðjohnsen auf den achten Platz in der ligaweiten Torschützenliste und stellte mit Beattie das zweitbeste Sturmduo der Liga. Am Ende dieser Saison beendete mit „Le God“, wie Matthew Le Tissier von den Fans auch genannt wird, einer seiner Offensivpartner seine Karriere als Aktiver, nachdem er knapp 18 Jahre dem FC Southampton angehört hatte. Eine Operation an der Leiste, der sich Pahars in der Sommerpause unterzog, war der Anfang einer Reihe von Verletzungen, die ihm beinahe die Karriere kostete und ihn nicht mehr als Stammspieler zum Einsatz kommen ließ. Als er wieder halbwegs regeneriert war, schaffte es Marians Pahars wieder ins Profiteam der Südengländer, musste aber nach einer schweren Verletzung am Knöchel im November 2002 den Rest der Saison verletzungsbedingt pausieren, wobei er es auf insgesamt nur auf neun Ligaeinsätze und einen Treffer brachte. Ungeachtet dessen, dass mit Pahars einer seiner besten Offensivspieler fehlte, schaffte es der FC Southampton bis zum Saisonende bis auf den achten Tabellenplatz, die beste Leistung seit Aufstieg in die Premier League. Zudem erreichte die Mannschaft im FA Cup 2002/03 auch noch das Finale, das sie allerdings nach einem Pirès-Tor knapp mit 0:1 gegen den FC Arsenal verlor. Da sich Arsenal als Meister bereits für die UEFA Champions League 2003/04 qualifiziert hatte, ging der Startplatz für die erste Runde des UEFA-Pokals 2003/04 an FA-Cup-Finalisten Southampton.

### Langwierige Verletzungsserie
Nach einer langen Rehabilitationsphase und einiger Zeit im Reserveteam fand Pahars in der Spielzeit 2003/04 nur langsam zurück ins Team, wo er bei 14 Einsätzen lediglich auf einen Treffer brachte, aber dennoch von seinem ehemaligen Skonto-Trainer Aleksandrs Starkovs ins lettische Aufgebot zur EM 2004 geholt wurde. Seinen einzigen Treffer, den ersten nach einem knappen Jahr, erzielte er mit seinem starken rechten Fuß beim 3:0-Heimerfolg über den FC Portsmouth am 21. Dezember 2003. Mit der Mannschaft reihte er sich im Endklassement auf dem zwölften Tabellenplatz ein. Nachdem Strachan im Februar 2004 den Verein verlassen hatte, war die Nachfolgezeit vor allem durch diverse Trainerwechsel geprägt. Strachans Nachfolger Steve Wigley übernahm die Teamleitung bis März 2004, ehe er durch Paul Sturrock ersetzt wurde, der sein Amt als Cheftrainer des FC Southampton bis August 2004 ausführte. Während sich Marians Pahars alte Knöchelverletzung in der Vorbereitungszeit vor der Saison 2004/05 verschlechterte, war er gezwungen die gesamte Spielzeit 2004/05 zu pausieren. Über Einsätze im Reserveteam wollte sich der Lette zurück in den Profikader kämpfen, ehe die Schmerzen am Knöchel wieder akuter wurden und er davon absehen musste, es in dieser Saison noch in die Premier League zu schaffen. In dieser Zeit wurde das Team abermals über mehrere Monate von Steve Wigley geleitet, der sein Amt im Dezember 2004 Harry Redknapp übergab, der das Team zum ersten Abstieg nach 28 aufeinanderfolgenden Jahren in der Premier League brachte. Nachdem Redknapp sein Amt noch bis Dezember 2005 ausgeführt und es danach an George Burley abgegeben hatte, wurde Pahars erstmals wieder in der Spielzeit 2005/06 eingesetzt. Doch auch diese Saison war von zahlreichen verletzungsbedingten Ausfällen des lettischen Offensivakteurs durchzogen. Während sich die Saints nur im Tabellenmittelfeld der Football League Championship ansiedelte, wurde einst so torgefährliche Lette in lediglich acht Meisterschaftsspielen eingesetzt, in denen er einmal zum Torerfolg kam. Im Mai 2006 erklärte der Verein den auslaufenden Vertrag von Marians Pahars nicht mehr weiter verlängern zu wollen, was einen Abgang des Letten, der es bis dahin zu 137 Ligaeinsätzen und 34 -toren gebracht hatte, bedeutete. Nach dem letzten Spiel der Saison nahm der Publikumsliebling noch zusammen mit den restlichen Spielern der Saints an einer Ehrenrunde durchs Stadion teil.

### Wechsel nach Zypern und Rückkehr in die Heimat

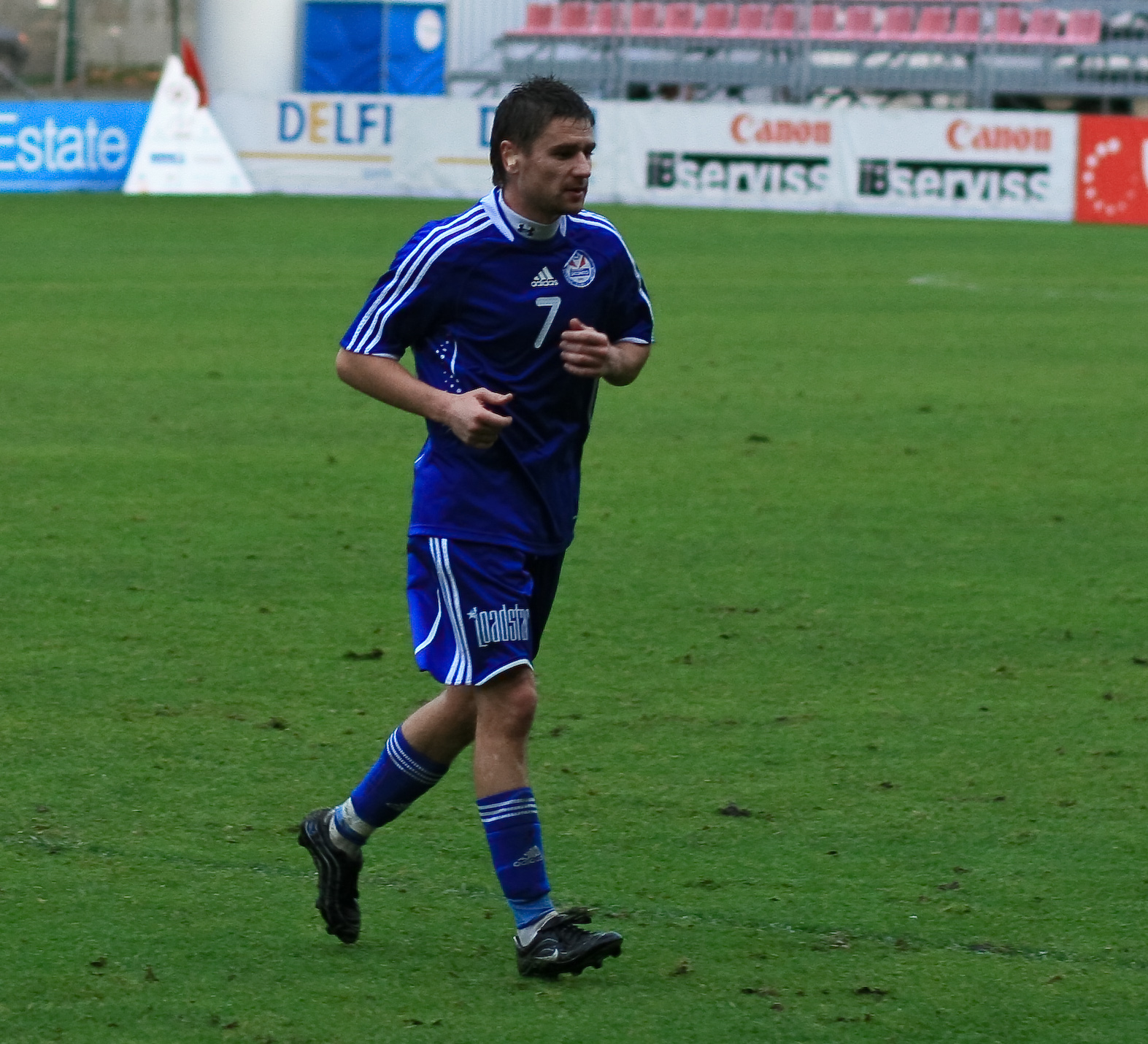
Marians Pahars als Spieler 2008

Im Juli 2006 folgte ein Wechsel nach Zypern, wo er beim zyprischen Erstligisten Anorthosis Famagusta einen Dreijahresvertrag unterzeichnete, obwohl er auch Anfragen von Coventry City oder Derby County hatte. Doch seine lange andauernde Verletzung war auch auf Zypern gegenwärtig, was nicht gerade förderlich für seinen Werdegang im Team war. Mit 17 Einsätzen und vier Toren kam er mit der Mannschaft im Endklassement der Saison 2006/07 auf den dritten Platz, was gleichbedeutend mit einem Startplatz in der ersten Qualirunde zum UEFA-Pokal 2007/08 war. Gleichzeitig konnte die Mannschaft auch den zyprischen Fußballpokal der Spielzeit 2006/07 gewinnen. Ohne Punkteverlust konnte sich Anorthosis Famagusta 2007/08 den 13. Meistertitel in der Vereinsgeschichte sichern, wobei es Marians Pahars aufgrund eines erneuten längeren Ausfalls auf lediglich zwei torlose Einsätze in der Meisterschaft brachte. Parallel dazu schaffte es das Team auch noch ins Finale des zyprischen Fußballpokals 2007/08, unterlag dort aber APOEL Nikosia mit 0:2. Aufgrund seiner langandauernden Verletzung wurde er im Februar 2008 im beidseitigen Einvernehmen vom Klub entlassen, worauf es ihn erstmals wieder zurück in sein Heimatland zog, wo er zugleich bei seinem ehemaligen Stammverein Skonto Riga einen Vertrag bis zum Saisonende unterzeichnete.
Unter Trainer Paul Ashworth konnte Marians Pahars nur leicht an seiner früheren Form anschließen, wobei er es im Spieljahr 2008 auf acht Tore bei 19 Ligaeinsätzen brachte und sich mit dem Hauptstadtklub auf dem dritten Tabellenplatz hinter dem FK Ventspils (1.) und Liepājas Metalurgs (2.) einreihte. Für die Nachfolgesaison wechselte er zum FK Jūrmala-VV, bei dem er am 25. April 2009 bei der 0:1-Heimniederlage gegen Olimps Riga seinen letzten Profiligaeinsatz absolvierte, als er in der 78. Spielminute für Jurģis Kalns auf den Rasen kam. Danach stand Pahars noch bis Anfang 2010 im Profikader des Klubs, obgleich auch nicht mehr eingesetzt wurde. Nach dem Abgang von Ashworth übernahm Pahars ehemaliger Trainer Aleksandrs Starkovs das Amt des Cheftrainers bei Skonto Riga und holte Pahars sowie Vitālijs Astafjevs als Co-Trainer zu sich ins Team. Diese Position hatten beide bis einschließlich 2011 inne, darunter fiel unter anderem auch der Meistertitel im Spieljahr 2010. Nachdem auch Starkovs im Jahre 2011 den Klub verlassen hatte, bestellte man Pahars als Cheftrainer des Klubs, der wiederum Astafjevs als Co-Trainer beibehielt und zudem noch Jurijs Ševļakovs als zweiten Co-Trainer, Aleksandrs Kulakovs als Torwarttrainer und den Leichtathleten Viktors Lācis als Co- und Konditionstrainer ins Team holte. In der Saison 2011 führte er sein Team erstmals als Cheftrainer an.
Im Juli 2013 übernahm er von Aleksandrs Starkovs das Amt des lettischen Nationaltrainers.

## Nationalmannschaftskarriere
Seine internationale Karriere begann Marians Pahars bereits in den Jugendauswahlen seines Heimatlandes, wo er unter anderem der lettischen U-18-Nationalmannschaft angehörte, für die er im Jahre 1993 erstmals in einem von der UEFA ausgerichteten Bewerb zum Einsatz kam. Außerdem wurde Pahars im Laufe seiner Karriere auch von der lettischen U-21-Auswahl eingesetzt. Ins A-Nationalteam Lettlands stieß er noch zu Beginn des Jahres 1996, wobei er sein Debüt am 12. März 1996 bei einer 0:1-Auswärtsniederlage in einem Freundschaftsspiel gegen Zypern gab. Seinen ersten Treffer für sein Heimatland steuerte er bei seinem neunten Länderspiel, einer 2:3-Niederlage gegen Polen am 17. Februar 1997 bei. Noch im Jahre 1997 konnte er mit der lettischen Nationalelf den Baltic Cup auf dem zweiten Platz abschließen und wiederholte dies noch einmal im darauffolgenden Jahr. Zudem absolvierte er zahlreiche Partien in der Qualifikation zur WM 1998, konnte sich mit den Letten allerdings nicht gegen Österreich und Schottland durchsetzen und landete dabei mit dem Team auf dem vierten Platz in der Gruppe 4. Im Jahre 2001 konnte Pahars, der sowohl auf Klubebene als auch im Nationalteam die Rückennummer 17 trug, erstmals den Baltic Cup gewinnen, nachdem das Turnier in den beiden Jahren zuvor nicht ausgetragen worden war. In dieser Zeit absolvierte Marians Pahars auch zahlreiche Spieler in der Qualifikationsphase zur WM 2002, wo sich die Letten allerdings wiederholt nicht durchsetzen konnten. Nachdem er mit der Mannschaft nicht mehr am Baltic Cup 2003 und am Baltic Cup 2005 teilgenommen hatte, kam er noch immer sporadisch für die lettische Nationalelf zum Einsatz. Obgleich er zu dieser Zeit bereits mit seiner langwierigen Verletzung zu kämpfen hatte, wurde er vom damaligen Cheftrainer der lettischen Nationalmannschaft Aleksandrs Starkovs ins lettische Aufgebot zur Europameisterschaft 2004 in Portugal einberufen. Bei der Euro kam er schließlich als Ersatzspieler in allen drei Gruppenspielen Lettlands zum Einsatz, blieb dabei allerdings torlos und schied mit der Mannschaft als Gruppenletzter der Gruppe D vom laufenden Turnier aus. Danach folgten weitere zumeist sporadische Einsätze bis ins Jahr 2007, als er sich endgültig aus der lettischen Fußballnationalmannschaft zurückzog. Bis zu diesem Zeitpunkt hatte er 22 EM- (2000, 2004 und 2008) und 16 WM-Qualifikationsspiele absolviert und dabei insgesamt fünf Tore erzielt. Über seine gesamte Karriere im Nationalteam hinweg brachte es Marians Pahars auf Einsätze in 75 offiziellen Länderspielen und auf 15 erzielte Tore. Zudem galt er über längere Zeit als der lettische Toptorschütze im Nationalteam seit der Unabhängigkeit des Landes 1991. Aktuell (Stand: 6. April 2011) steht er zusammen mit Juris Laizāns auf dem vierten Rang in der ewigen Torschützenliste der lettischen Nationalmannschaft und zudem auf Rang 10 in der ewigen Einsatzliste Lettlands.

## Erfolge

### Als Spieler
Mit Skonto Riga
- 4× Meister der Virslīga: 1995, 1996, 1997, 1998
- 3× Lettischer Fußballpokalsieger: 1995, 1997, 1998
- 1× Lettischer Fußballpokalfinalist: 1996
- 1× Turkmenistan President’s Cupfinalist: 1996

Mit Anorthosis Famagusta
- 1× Meister der zyprischen First Division: 2007/08
- 1× Zyprischer Fußballpokalsieger: 2006/07
- 1× Zyprischer Fußballpokalfinalist: 2007/08

Mit Lettland
- Teilnahme an der Fußball-Europameisterschaft: 2004
- 1. Platz beim Baltic Cup: 2001
- Finalist beim Malta International Football Tournament: 1998

### Als Trainer
Mit Skonto Riga
- 1× Meister der Virslīga: 2010 (als Co-Trainer)

Mit Lettland
- Baltic Cup: 2014, 2016